# Mah farvardin Ruz khordad
Mah farvardin Ruz khordad est un livre écrit en moyen perse sous le règne de Khosro II au début du VIIe siècle. Il décrit les événements historiques ou légendaires qui se sont déroulés le 6e jour du mois de Farvardin dans le calendrier persan.